# Danau Tondano
Danau Tondano ist ein See vulkanischen Ursprungs im Norden der indonesischen Insel Sulawesi. Er liegt rund 30 Kilometer südöstlich der Stadt Manado in der Provinz Sulawesi Utara.
Der See liegt im Osten einer rund 30 auf 20 Kilometer großen Caldera. Am Rand der Caldera entstanden die Schichtvulkane Soputan, Sempu, Lokon-Empung und Mahawu, die zum Teil in der Gegenwart aktiv sind. Innerhalb der Caldera befinden sich aus Obsidian bestehende Lavaströme, Schlackenkegel, ein Maar und hydrothermal aktive Gebiete. Es ist nicht bekannt, wann es zuletzt innerhalb der Caldera zu Vulkanausbrüchen kam.
Der See liegt 683 Meter über dem Meeresspiegel und hatte 1994 bei einer Fläche von rund 48 km² eine maximale Tiefe von 21 bis 22 Metern. Der Nordteil des Sees ist mit Tiefen von sechs bis zehn Metern flacher. In Presseberichten wird behauptet, dass sich in den vergangenen Jahrzehnten durch rasche Sedimentation die Seetiefe erheblich reduziert habe. Als Ursache wird die Bodenerosion benannt, die durch die Abholzung von Wäldern und den Reisanbau im Einzugsgebiet ausgelöst werde. Wissenschaftliche Veröffentlichungen widersprechen den Presseberichten: Einer 2001 erschienen Untersuchung zufolge sind keine offensichtlichen menschlichen Einflüsse auf die Sedimentation im See nachweisbar. Der Sedimenteintrag durch Flüsse ist relativ gering, da ein erheblicher Teil der Niederschläge im Einzugsgebiet versickert.
Das Wasser des Sees wird zur Stromerzeugung und zur Trinkwasserversorgung genutzt. Es werden Fischfang und Fischzucht betrieben; zudem dient der See der Naherholung sowie dem Tourismus. Nahe Remboken, ein Ort am Westufer, gibt es mehrere Seerestaurants. Am Nordende des Sees liegt der gleichnamige Ort Tondano.